# Angélique Kourounis
Angélique Kourounis, en grec Angelikí Kouroúni (grec moderne : Αγγελική Κουρούνη), née le 6 avril 1963 dans le 15e arrondissement de Paris et morte le 6 mai 2024 à Villejuif, est une journaliste d'investigation, documentariste et écrivaine franco-grecque.

## Biographie
Angélique Kourounis est née et a grandi en France.
Elle est diplômée de l'Institut des hautes études internationales de l'université Panthéon-Assas. Elle a une licence d'histoire de l'université Paris-VIII. Elle est correspondante pour la Grèce et les Balkans pour différents médias francophones de la presse audiovisuelle et écrite : La Libre Belgique, les DNA, Politis, Charlie Hebdo, Le Quotidien de l'Art, Radio-France, RTBF, RTS romande, TV5, Medi1, CBC, Radio-Canada.
Angélique Kourounis a réalisé deux documentaires sur le parti Aube dorée, néo-nazi, qui s'est installé au Parlement grec à partir de 2012 : Aube Dorée, une affaire personnelle et Aube Dorée, l’affaire de tous, dans lesquels elle plonge dans les mécanismes de ce parti néo-nazi grec et dans le procès des cadres de ce parti à la suite de l'assassinat d'un rappeur grec.
Angélique Kourounis meurt des suites d'un cancer le 6 mai 2024 à l'âge de 61 ans.

### Vie privée
Angélique Kourounis habitait à Athènes et a trois enfants.

## Réalisations et prix
(avril 2024).
- Les fantômes de Varosha, 28 min, mars 2022, Faut pas croire, RTSR.
- Orpheus d'Argent, meilleur documentaire au LGFF 2022.
- Néo-Nazi – Du pouvoir à la criminalisation, l'exemple grec, 10 min, 2021, RTSR. Sélectionné au Festival Farewell 2022.
- Aube Dorée l'affaire de tous, quelle résistance ?[4] 117 min, 2021, Anmato Productions
- Thessalonique Festival du film documentaire, Meilleur documentaire grec, Prix FIPRESCI de la Critique Internationale, Prix de la télévision nationale grecque ERT, Prix spécial du Jury des Jeunes.
- Beyond Borders International Documentary Festival Castellorizo Grèce, Best greek documentary 2021.
- LA Indépendent Women film Award (Los Angeles), Best Documentary.
- Lulea International Film Festival (Suède) Best Women Film Maker.
- FICOCC Five Continent International Film Festival (Venezuela), Best Documentary Feature Film et Best Screenplay in Documentary Feature.
- Canal de Panama Film Festival, Best International Documentary Feature film 2021.
- 19e Ciné Pobre (Bolivie), Mention honorable.
- Paris, Grecdoc Paris Prix spécial du jury.
- Chypre : une réconciliation est-elle possible ? 8 min, 2017. Faut pas Croire, RTSR.
- Mont Athos, dans le silence et sans femmes, 8 min, 2016. Faut pas Croire, RTSR.
- Israël, une école pour la paix, 8 min, 2016. Faut pas croire RTSR.
- Choisi pour une série de projections dans les écoles en France pour promouvoir le “vivre ensemble” depuis 2015
- Aube Dorée, une affaire personnelle (90 min, 2016, ARTE, OmniaTV)[4]–
- Averroès junior au Primed 2016 (Marseille),
- Prix spécial du jury au LAGAFF à Los Angeles,
- Grèce : L’austérité qui dure, 8 min, 2015, RTSR, Toutes Taxes Comprises.
- La Charia : c’est aussi en Europe 2015, 8 min, 2015, Faut Pas Croire, RTSR.
- Transylvanie : la nostalgie saxonne, 8 min, 2015, Faut pas Croire, RTSR.
- Les Promesses d’Aube Dorée, 26 min, 2014, Yemaya/Arte Reportages.
- Chypre : sauver les églises et les mosquées pour promouvoir la paix, 8 min, 2014, Faut pas Croire, RTSR.
- Grèce dégraissage général, 8 min, 2013, Capa Effet Papillon C+.
- Grèce D comme débrouille, 2013, 8 min, Capa Effet papillon C+.
- Finaliste au festival du film grec de Londres.
- Aube Dorée et l’Église orthodoxe, 8 min, 2013, Faut pas Croire, RTSR.
- Sélectionné au festival du film grec de Londres LGFF (2014).
- Albanie : La Bible contre le Kanoun, 8 min, 2013, Faut pas Croire, RTSR.
- Attrape moi si tu peux, 10 min, 2012, Capa Effet Papillon C+.
- La liste Lagarde, 10 min, 2012, Mise au Point, RSTR, avec Anastase Liaros.
- Deux vies, deux familles, 15 min, 2012. Toutes Taxes Comprises, RTSR.
- Grèce : une nouvelle frontière, 29 min, 2012, Envoyé Spécial, Capa/France.
- Grèce : moins belle la vie, 26 min, 2011, Capa 2, Envoyé Spécial, avec Philippe Laigner et Donatien Lemaître
- Grèce le terrorisme en question, 9 min, 2011, Capa Effet Papillon.
- Roumanie, La route des roms, 14 min, 2010, CBC, Une heure sur terre, avec Thomas Iacobi.
- Les Irradiés du Kazakhstan, 33 min, 2010, Capa/France 2
- Prix de la parole libre aux Journées du grand reportage de Marseille 2011,
- Prix international des médias au festival Planète Manche 2009.
- Albanie, Le prix du sang, 32 min, 2009, Capa Envoyé spécial
- Le Chypre de la tentation, 10 min, 2008, EPN Productions/Capa, Effet Papillon C+
- Sélectionné au festival du film méditerranéen de Marseille et au festival du film de Clermont-Ferrand
- Terrorisme l'autre visage de la Grèce, 52 min, 2003, Phare et Balizes, Odyssée avec Chantal Lasbat

## Publications
- Angélique Kourounis, Chypre, le chagrin d’une île, Névicata, coll. « L’Âme des peuples », 2021.
- Angélique Kourounis, Trouble in the Far Right, Humana, 2016.
- Marie-Line Darcy, Mathilde Auvillain, Angélique Kourounis et Gaëlle Lucas, Visages de la Crise : Nous gens du Sud, pauvres et fainéants, Buchet-Chastel, 2015.
- Angélique Kourounis, « J'ai mal à la Grèce », Le Monde,‎ 2012Article sélectionné aux Assise du Journalisme à Poitiers..

## Expositions photographiques
- Canun Le temps des réclusions, Grèce, Allemagne.
- Grécitées, Paris.
- Fragments, Paris.